# Gejo de Diego Gómez
Gejo de Diego Gómez es una localidad del municipio de La Mata de Ledesma, en la comarca de Tierra de Ledesma, provincia de Salamanca, España. 

## Toponimia
Su nombre deriva de Sexu, denominación con la que viene registrado en el siglo XIII, que habría derivado a Gejo, añadiéndosele Diego Gómez para acabar derivando en Gejo de Diego Gómez.

## Historia
La fundación del Gejo de Diego Gómez se remonta a la Edad Media, obedeciendo a las repoblaciones efectuadas por los reyes leoneses en la Alta Edad Media, que lo ubicaron en la jurisdicción de Ledesma, dentro del Reino de León, denominándose en el siglo XIII Sexu.
Con la creación de las actuales provincias en 1833, Gejo de Diego Gómez, considerado ya una alquería perteneciente a La Mata de Ledesma, quedó encuadrado en la provincia de Salamanca, dentro de la Región Leonesa.

## Demografía
En 2017 Gejo de Diego Gómez contaba con una población de 8 habitantes, de los cuales 4 eran varones y 4 mujeres (INE 2017).
| Gráfica de evolución demográfica de Gejo de Diego Gómez entre 2000 y 2017                |
|                                                                                          |
| Fuente: Instituto Nacional de Estadística de España - Elaboración gráfica por Wikipedia. |

## Monumentos y lugares de interés
- Iglesia de San Antonio Abad, actualmente se halla abandonada y en proceso de ruina.